# 가오자위안역
가오자위안역(중국어: 高家园站)은 중국 베이징시 차오양구 주셴차오 가도 완훙로·완훙 서가·주셴차오로·팡위안 서로 경계에 위치한 베이징 지하철 12호선과 건설 중인 14호선의 지하철역이다. 14호선 역이 위치한 구간이 2014년 12월 28일 개통되었지만, 역사와 장비실 철거로 인하여 14호선 가오자위안역 개통이 잠정 연기되었다. 이 역은 12호선의 1단계로 2024년 12월 15일에 개통하였다.

## 위치
14호선 가오자위안역은 동북 4환로 외부에 위치하며, 완훙 서가(북서 - 남동쪽)와 계획된 가오자위안 중가(북서 - 남동쪽)의 교차점에 위치한다. 12호선 가오자위안역은 동서로 이어지는 주셴차오로와 완훙로 교차로의 북동쪽 모퉁이에 위치한다.

## 역 구조
14호선 가오자위안역은 기존 도로가 좁고 일대에 밀집된 지하 관로로 인해 공사가 불편하여 굴착을 확대하기 위해 대구경 실드 터널링 공법을 시도하였다. 대구경 실드 테스트 구간은 둥펑베이차오역에서 시작하여 왕징난역까지 이어진다. 중간의 가오자위안역과 장타이역은 확장 방법을 사용하여 건설되었다. 외경 10.22m의 복선 실드 터널을 승강장으로 확장한 후, 승강장 북측에 3층 규모의 지하역사 대합실과 장비실을 건설하고 승강장과 외부를 연결하는 구조로 통로를 건설하였다. 14호선 승강장은 지하 1층에 있는 이중 아치형 상대식 승강장으로, 승강장의 폭은 4.5m이다. 12호선 가오자위안역은 총 길이 256.76m, 총 건축면적 21,322.85㎡의 지하 2층에 위치한 섬식 승강장의 역으로 환승 통로를 통해 14호선 역과 연결된다.
외부 장비실 철거 진행이 늦어 14호선 동부 구간 개통과 동시에 진행되는 것이 불가능한 것으로 판단하여 열차가 정차하지 않고 이 역을 통과한다.

### 층별 구조

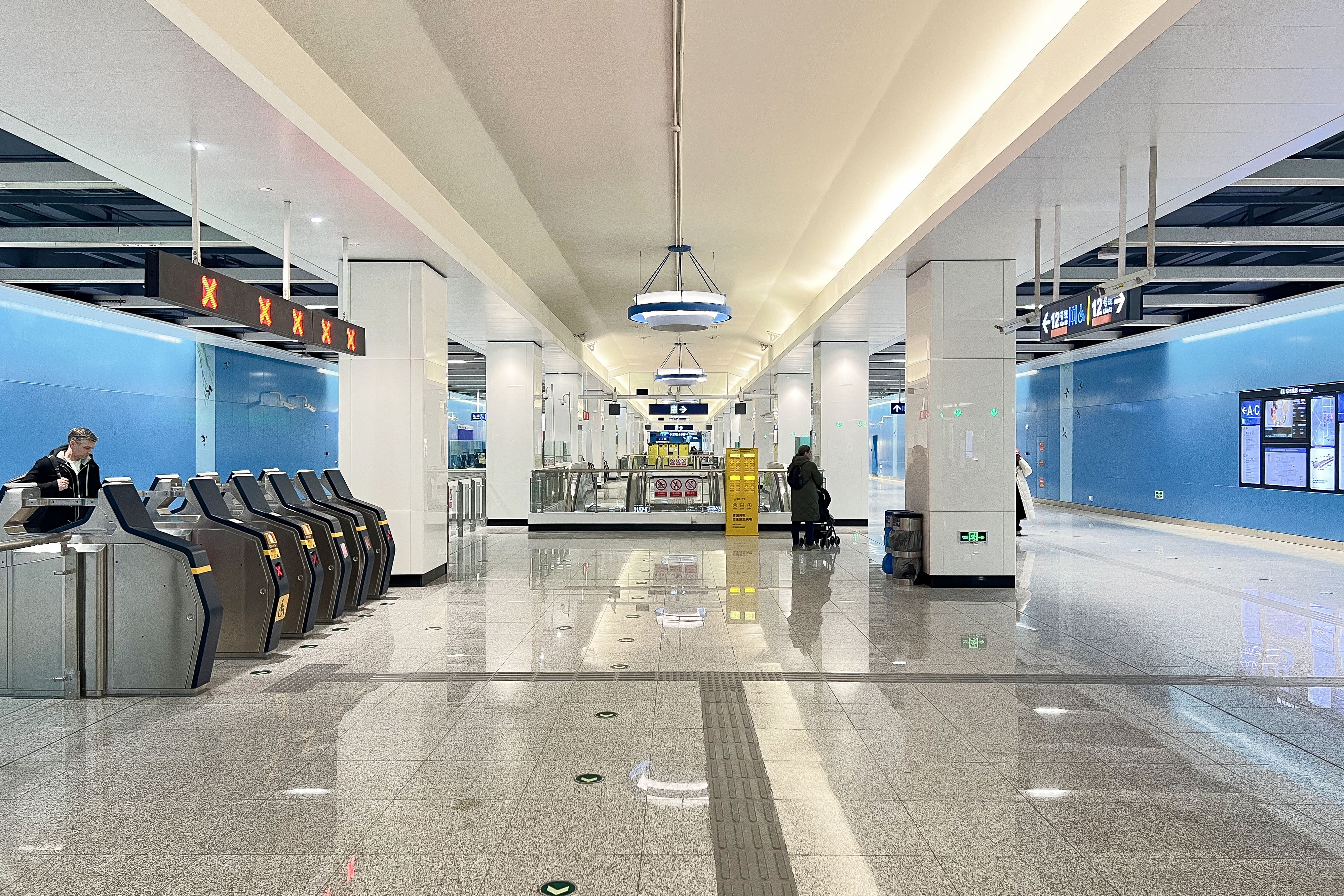
12호선 대합실

| 지면     | 가도                            | 출입구                                                      |
| 지하 1층 | 대합실                          | 고객센터, 자동 발매기, 출입구 게이트, 14호선 예비 환승 통로 |
| 지하 2층 | ←                               | ■ 12호선 쓰지칭차오 방면 (장타이시)                         |
| 지하 2층 | 섬식 승강장, 왼쪽 출입문이 열림 |                                                             |
| 지하 2층 | →                               | ■ 12호선 둥바베이 방면 (퉈팡잉)                             |

## 역사
2014년 12월 28일 가오자위안역이 위치한 구간에 14호선이 개통되었으나 14호선 동부 구간 개통이 불가능하여 열차가 이 역에 정차하지 않는다.
2024년 3월 31일, 12호선 가오자위안역 D출입구(공사 중 임시 번호, 개통 후 C출입구)가 폐쇄되었다.

## 출입구
12호선 가오자위안역은 당초 4개의 출입구로 계획되었으나, 실제로는 3개의 출입구만 건설되었다(기존 D출입구는 개통 당시 C출입구로 변경되었다.).
14호선 가오자위안역은 현재 계획 단계에 있다. 14호선 역은 완훙 서로 북동쪽에 2개의 출입구를 설치할 계획이다.
|                         |                      |                                         |      |             |
|                         |                      |                                         |      |             |
| 출구                    | 지시                 | 출구 인근                               | 사진 | 무장애 시설 |
| ■ 12호선에 연결         |                      |                                         |      |             |
| 出口 · A                | 주셴차오로(酒仙桥路) |                                         |      |             |
| 出口 · B                |                      | 전자성 국제전자총부(电子城国际电子总部) |      |             |
| 出口 · C                | 완훙로(万红路)       |                                         |      |             |
| 아이콘 설명: 엘리베이터 |                      |                                         |      |             |